# قاي بوش
قاي بوش (بالإنجليزية: Guy Bush)‏ هو لاعب كرة قاعدة أمريكي، ولد في 23 أغسطس 1901 في أبردين في الولايات المتحدة، وتوفي في 2 يوليو 1985 في شانون في الولايات المتحدة.

## وصلات خارجية
- قاي بوش على موقع دوري كرة القاعدة الرئيسي (الإنجليزية)
- قاي بوش على موقعبيزبول رفرنس.كوم (الدوري الرئيسي) (الإنجليزية)
- قاي بوش على موقعبيزبول رفرنس.كوم (الدوري الثانوي) (الإنجليزية)
- قاي بوش على موقع قاعة ميسيسيبي للمشاهير الرياضية (الإنجليزية)